# A Romance of the Western Hills
A Romance of the Western Hills: Civilization as It Appealed to the Indian Maiden  è un cortometraggio muto del 1910 diretto da David W. Griffith. Sceneggiato da Stanner E.V. Taylor, il film ha tra gli interpreti Mary Pickford, Alfred Paget, Arthur V. Johnson e Blanche Sweet.
Si tratta di uno dei circa 30 cortometraggi diretti da David W. Griffith che hanno per soggetto l'esperienza dei nativi americani degli Stati Uniti d'America. Per Griffith un regime di rigida segregazione, secondo il principio "separati ma uguali", era l'unico su cui si potesse fondare un "armonioso e rispettoso rapporto tra le diverse razze" in America. Qui il tema affrontato è quello di una ragazza indiana, adottata da una coppia bianca, e innamoratosi del loro nipote. Neppure l'adozione è sufficiente a eliminare le barriere razziali: la relazione tra i due giovani è semplicemente impossibile, destinata ad interrompersi non appena l'uomo bianco decida di formare una "vera" famiglia con una donna bianca.
Secondo le convenzioni dell'epoca e come di regola in tutti i film di Griffith, i ruoli protagonisti di nativi americani sono interpretati da attori bianchi in "red face", qui Mary Pickford accanto a Charles West. Le rigide regole di segregazione condivise da Griffith rendevano improponibile che attori bianchi e non-bianchi recitassero assieme su un piano di parità ed in particolare che apparissero coinvolti, sia pure nella finzione scenica, in un amore interraziale. I "veri" nativi americani sono relegati a ruoli di comparse.

## Trama
In un villaggio indiano giungono un giorno alcuni bianchi che restano affascinati da una delle ragazzine che vende perline nel negozio per turisti. Una coppia adotta la fanciulla che è entusiasta di quella nuova vita che sembra spalancarle nuove prospettive. E, quando a casa arriva il nipote della coppia, lei si innamora del giovane che la corteggia e le fa sognare un futuro roseo con lui. Ma scopre che, invece, è già fidanzato con una ragazza bianca e che non ha nessuna intenzione di lasciarla. Delusa, cerca conforto presso i suoi benefattori che però si dimostrano stupiti della sua disillusione. La ragazza, allora, torna al villaggio dove il suo vecchio innamorato, un giovane e orgoglioso indiano, decide di vendicarla. Trova il corteggiatore infedele da solo in giardino ma, mentre sta per colpirlo, viene fermato dalla fanciulla che chiede pietà per lui. Non vista, alla scena assiste la fidanzata che, rendendosi conto di come sia stato miserabile il comportamento del suo innamorato, decide di lasciarlo.

## Produzione
Prodotto dalla Biograph Company, il film fu girato in California a Pasadena.

## Distribuzione
Distribuito dalla Biograph Company, il film - un cortometraggio in una bobina - uscì nelle sale cinematografiche statunitensi l'11 aprile 1910.
Copie della pellicola sono conservate negli archivi della Library of Congress. Il cortometraggio è stato inserito in un'antologia distribuita dalla Grapevine in DVD, uscita nel 2007 con il titolo D.W. Griffith, Director - Volume 5 - (1909-1910). Nel 2013, è stato distribuito dall'Alpha Video in DVD.